# A Surge of Power
A Surge of Power är en skulptur i Bristol i Storbritannien som är utförd av Marc Quinn. Den visar en ung svart kvinnlig demonstrant, Jen Reid, som lyfter armen i en Black Powerhälsning. Den monterades upp i hemlighet i centrum av Bristol tidigt på morgonen den 15 juli 2020, men efter bara 24 timmar hade statyn tagits bort av Bristols kommun. 